# Большезагорская волость
Большезагорская волость — административно-территориальная единица 3-го уровня в составе Псковского района Псковской области РФ, существовавшая в 1995—2009 годах. В 2009 году волость была упразднена в пользу сельского поселения «Карамышевская волость».

## Предыстория и Большезагорский сельсовет
В составе Псковского уезда Псковской губернии на момент 1914 года существовала Докатовская волость (д. Пяшино) — на территории современных Верхнемостской волости Порховского района (д. Верхний Мост, д. Шмойлово и др.) и чвсти Карамышевской волости Псковского района.
Постановлением Президиума ВЦИК РСФСР от 1 августа 1927 года в составе новообразованного Карамышевского района были образованы Горский (д. Гора-Каменка), Мелётовский (Мелётово), Ручьёвский (д. Ручьи) и Большезагорский (д. Большое Загорье) сельсоветы. В 1928 году был образован Талецкий сельсовет (д. Талец). Указом Президиума Верховного Совета РСФСР от 16 июня 1954 года Горский, Мелётовский и Большезагорский сельсоветы были объединены в Большезагорский сельсовет (д. Большое Загорье), а Талецкий и Ручьёвский — в Талецкий сельсовет (д. Талец). Решением Псковского облисполкома от 25 апреля 1960 года Талецкий сельсовет вошёл в состав Большезагорского сельсовета. Указом Президиума Верховного Совета РСФСР от 1 февраля 1963 года Карамышевский район был упразднён, а Большезагорский сельсовет был передан в состав Псковского района.

## Большезагорская волость
Постановлением Псковского областного Собрания депутатов от 26 января 1995 года территории сельсоветов были переименованы в волости, в том числе Большезагорский сельсовет был переименован в Большезагорскую волость.

## Население
Численность населения Большезагорской волости по переписи населения 2002 года составила 661 житель (по оценке на начало 2001 года — 728 жителей).

## Населённые пункты
Список населённых пунктов Большезагорской волости в 1995 — 2009 гг.:
| #  | деревня           | 2000 г., чел. |
| -- | ----------------- | ------------- |
| 1  | Ардашево          | 3             |
| 2  | Белищи            | 2             |
| 3  | Богово            | 3             |
| 4  | Большое Заборовье | 1             |
| 5  | Большое Загорье   | 251           |
| 6  | Бор-Гора          | 9             |
| 7  | Вёзки             | 24            |
| 8  | Воробьево         | 8             |
| 9  | Выголово          | 7             |
| 10 | Высоцко           | 3             |
| 11 | Гора-Каменка      | 116           |
| 12 | Гостибицы         | 11            |
| 13 | Ерехино           | 3             |
| 14 | Заборовье         | 5             |
| 15 | Загорье           | 3             |
| 16 | Загрязье          | 12            |
| 17 | Закаменье         | 2             |
| 18 | Залединье         | 10            |
| 19 | Замосточье        | 14            |
| 20 | Зеньково          | 7             |
| 21 | Золотово          | 10            |
| 22 | Коконогово        | 3             |
| 23 | Конышево          | 3             |
| 24 | Липки             | 0             |
| 25 | Лиственка         | 2             |
| 26 | Лог               | 7             |
| 27 | Любовец           | 2             |
| 28 | Мазельцево        | 5             |
| 29 | Мелётово          | 21            |
| 30 | Негорелицы        | 1             |
| 31 | Ручьи-1           | 16            |
| 32 | Ручьи-2           | 13            |
| 33 | Селятино          | 20            |
| 34 | Соседно           | 11            |
| 35 | Старый Ямм        | 8             |
| 36 | Талец             | 20            |
| 37 | Хотни             | 6             |
| 38 | Чудинково         | 66            |
| 39 | Щучья Гора        | 7             |
| 40 | Юхново            | 13            |

В соответствии с поправками к Закону Псковской области «Об установлении границ и статусе вновь образуемых муниципальных образований на территории Псковской области» от 5 ноября 2009 года (№ 911-ОЗ) все деревни упразднённой Большезагорской волости вошли в состав Карамышевской волости.